# Cybaeus koikei
Espèce
Cybaeus koikei est une espèce d'araignées aranéomorphes de la famille des Cybaeidae.

## Distribution
Cette espèce est endémique du Japon. Elle se rencontre dans les préfectures de Kyoto, de Shiga et de Fukui.

## Description
La carapace du mâle holotype mesure 2,04 mm de long sur 1,53 mm et l'abdomen 1,71 mm de long sur 1,32 mm et la carapace de la femelle paratype mesure 2,17 mm de long sur 1,51 mm et l'abdomen 2,03 mm de long sur 1,35 mm.

## Étymologie
Cette espèce est nommée en l'honneur de Naoki Koike.

## Publication originale
- Sugawara, Ihara & Nakano, 2021 : « A new species of Cybaeus L. Koch, 1868 (Araneae, Cybaeidae) with simple genitalia from central Japan is the sister species of C. melanoparvus Kobayashi, 2006 with elongated genitalia. » Zoosystematics and Evolution, vol. 97, no 1, p. 223-233.